# تنیس آزاد استرالیا
مسابقات تنیس آزاد استرالیا که به اختصار اُپن استرالیا هم نامیده می‌شود یکی از چهار رقابت برجسته سالانه تنیس در دنیاست که بر روی هم با نام گرنداسلم شناخته می‌شوند. مسابقات تنیس آزاد استرالیا از پربیننده‌ترین مسابقات تنیس در جهان است. یکصدمین دورهٔ این مسابقات، در ژانویهٔ ۲۰۰۹ برگزار شد.

## محل و زمان برگزاری
این مسابقات همه ساله در ماه ژانویه در شهر ملبورن استرالیا برگزار می‌شود و نخستین رقابت بزرگ هر سال در رشته تنیس است. زمان برگزاری مسابقات، مصادف با فصل تابستان در نیمکره جنوبی است. به همین دلیل معمولاً تمامی مسابقات در شب برگزار می‌شوند. به علت گرما و رطوبت شدید، گاه برگزارکنندگان مجبور به اعمال دستورالعمل‌های خاص مخصوص این مسابقات هستند. این مسابقات در سالن ملبورن پارک که در مرکز شهر ملبورن قرار گرفته برگزار می‌شوند.

## رشته‌ها
همانند سه مجموعه مسابقات دیگر گرند اسلم، مسابقات تنیس آزاد استرالیا در پنج رشته برگزار می‌شود:
- انفرادی مردان
- انفرادی زنان
- دونفره مردان
- دونفره زنان
- دونفره مختلط (زن و مرد)

## تاریخچه
مسابقات تنیس استرالیا از سال ۱۹۰۵ برپا شده و بیش از یکصد سال قدمت دارد. این مسابقات تا پیش از پیدایش مجموعه مسابقات تنیس معروف به اپن، با نام قهرمانی استرالیا شناخته می‌شد. از سال ۱۹۶۸ این مسابقات با نام اُپن استرالیا ادامه یافت. تا سال ۲۰۰۷ در مجموع ۹۵ دوره از این مسابقات برپا شده‌است. در برخی سالها به دلیل وقوع جنگهای جهانی، مسابقات تنیس استرالیا برگزار نشده‌است.

## مسابقات سال ۲۰۰۸
نود و ششمین دوره مسابقات تنیس آزاد استرالیا از تاریخ ۱۴ ژانویه تا ۲۷ ژانویه ۲۰۰۸ در ورزشگاه ملبورن پارک شهر ملبورن برگزار شد. در این دوره مسابقات، برای نخستین بار از زمین نوع ترو بلو True Blue استفاده شد. این دوره از مسابقات پذیرای بیش از ششصد هزار تماشاگر بود که رکورد بیشترین میزان تماشاگر به حساب می‌آید. در این مسابقات، ماریا شاراپوا در قسمت زنان و نواک جوکویچ در قسمت مردان به قهرمانی دست یافتند. دو چهره مدعی این مسابقات یعنی نادال و فدرر در نیمه نهایی مغلوب حریفان ناسرشناس خود شدند. هم قهرمان زنان و هم قهرمان مردان برای نخستین بار به چنین مقامی دست پیدا کردند.

## مسابقات سال ۲۰۰۹
در نود و هفتمین دوره مسابقات تنیس آزاد استرالیا در قسمت مردان رافائل نادال برای اولین بار توانست قهرمانی گراند اسلم استرالیا را نیز به افتخارات خود بیفزاید. در قسمت زنان هم سرنا ویلیامز توانست چهارمین قهرمانی خود را در این مسابقات جشن بگیرد. ویلیامز پیش از این توانسته بود در سالهای ۲۰۰۳، ۲۰۰۵ و ۲۰۰۷ فاتح گراند اسلم استرالیا گردد.

## دانستنی‌ها
- نواک جوکوویچ با۱۰ بار قهرمانی، رکورددار قهرمانان اپن استرالیا در رشته انفرادی مردان از سال ۱۹۶۸ به بعد است.
- رکورد بیشترین تعداد تماشاگر در مسابقات تنیس گرند اسلم در سال ۲۰۰۸ در اپن استرالیا ثبت شد. در مجموع در طول یک شبانه روز ۶۲۸۸۵ نفر از این مسابقات دیدن کردند.[۱۰]
- مجموع جایزه این مسابقات بیست میلیون دلار استرالیا است.

## نگارخانه

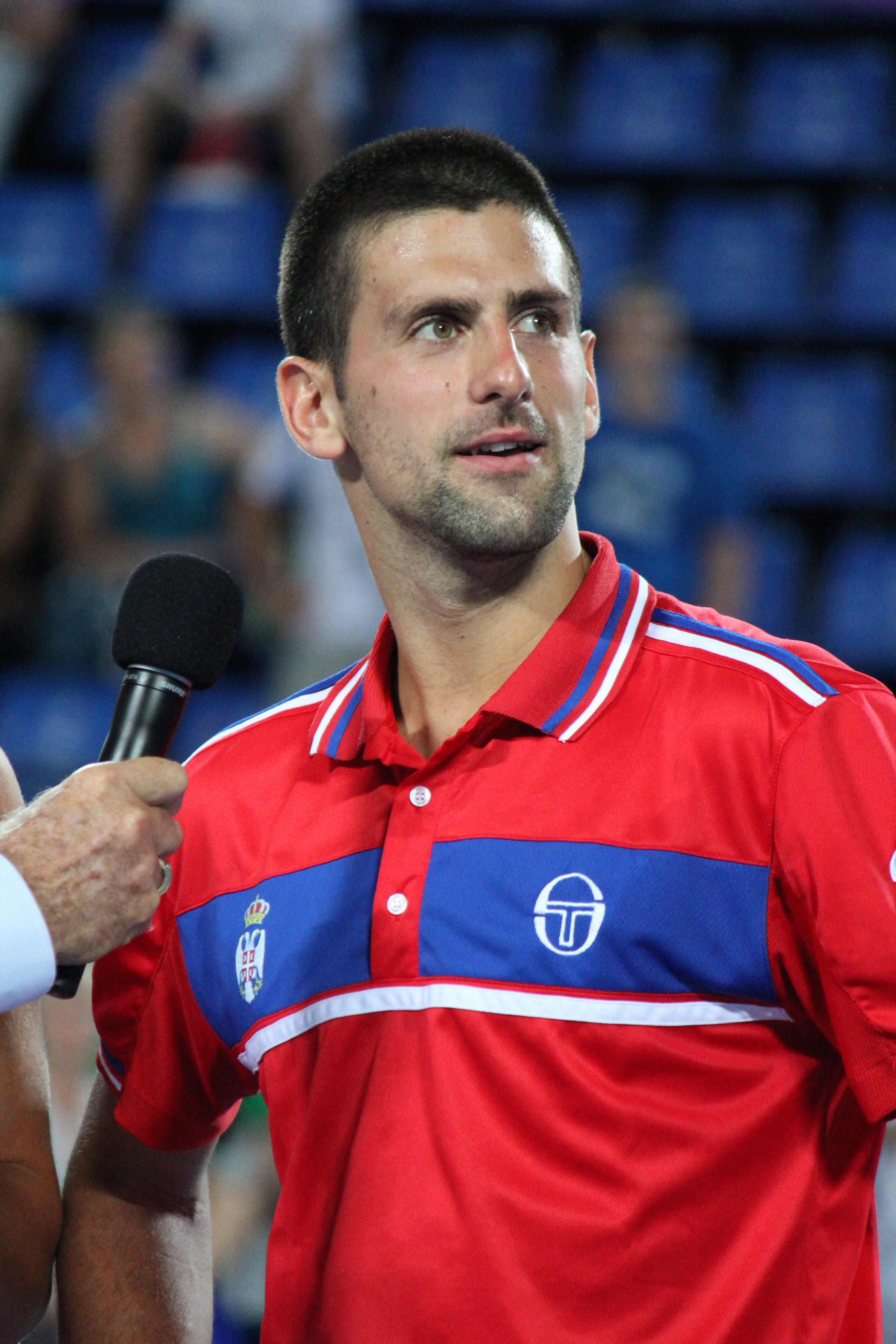
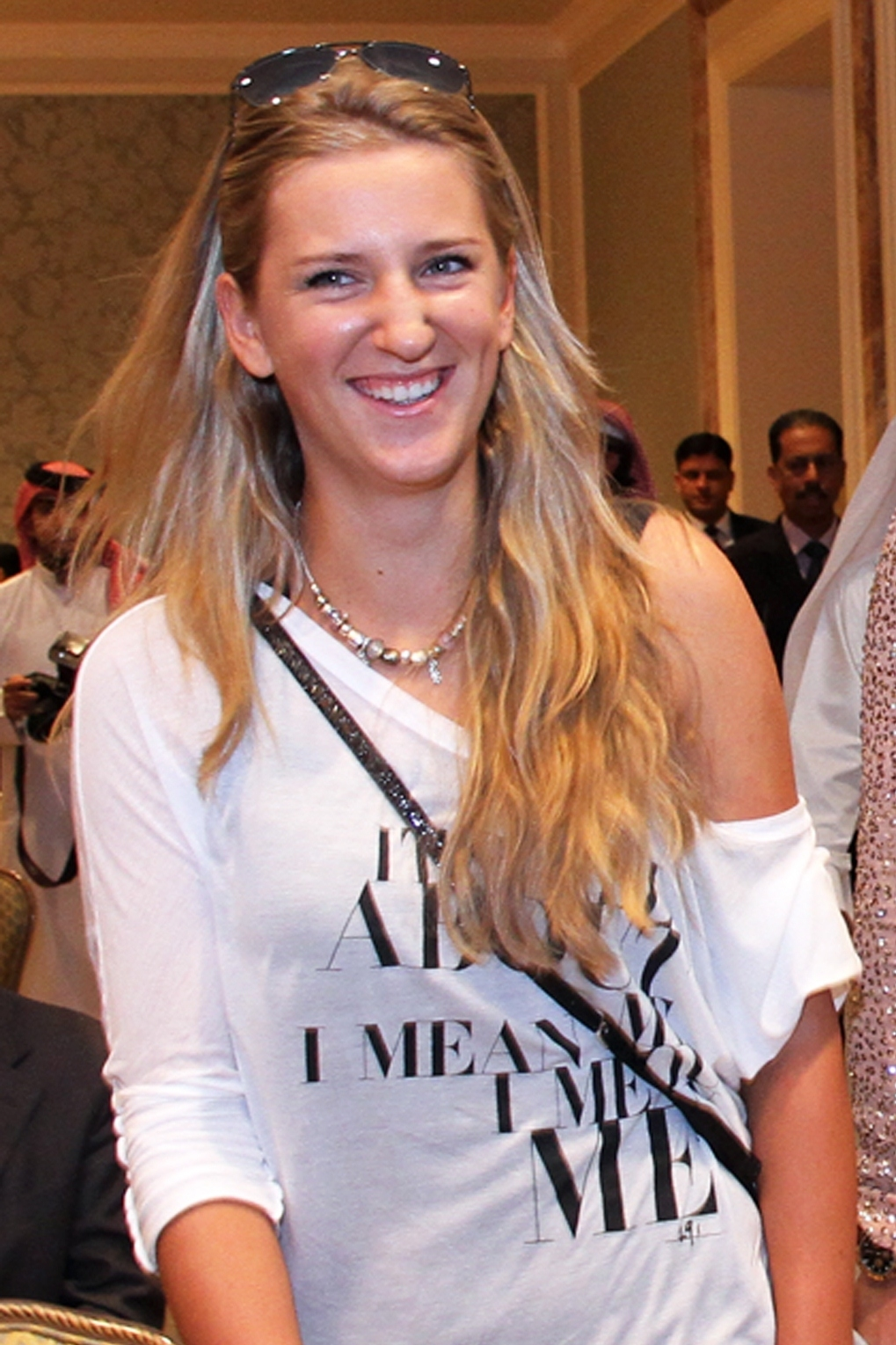
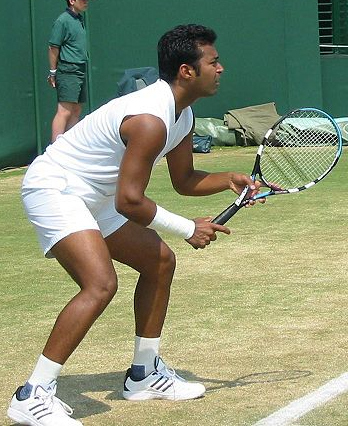
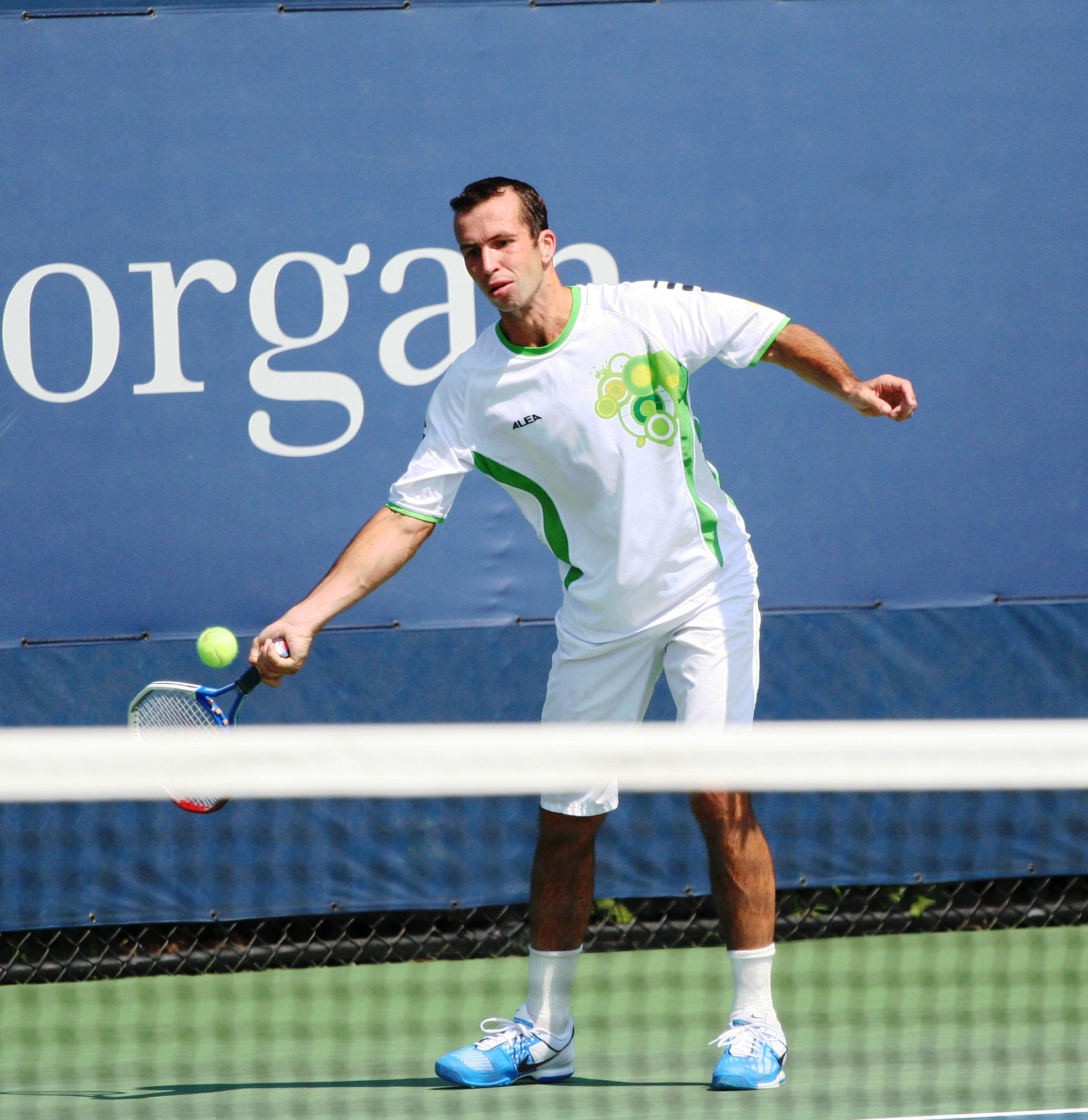
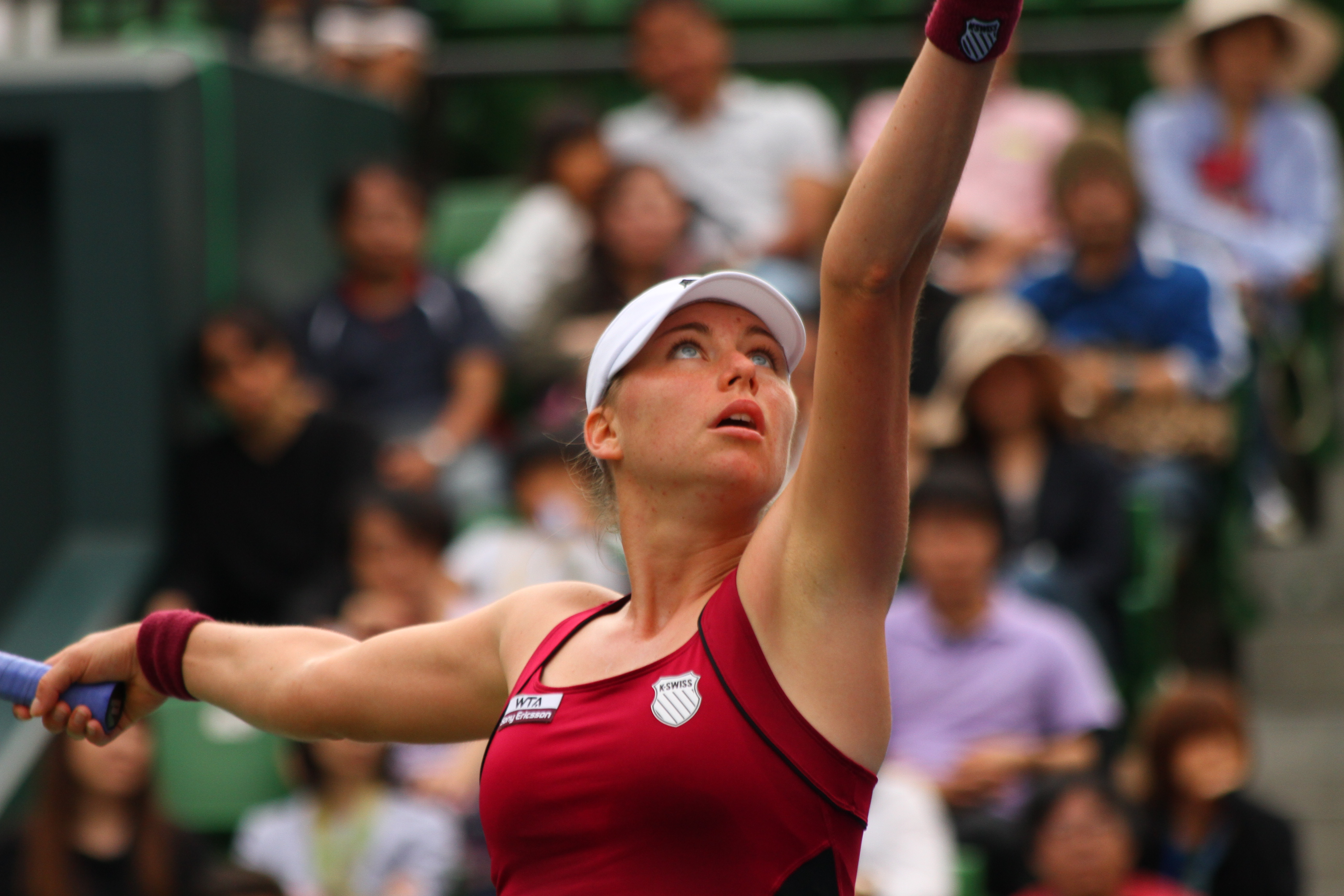
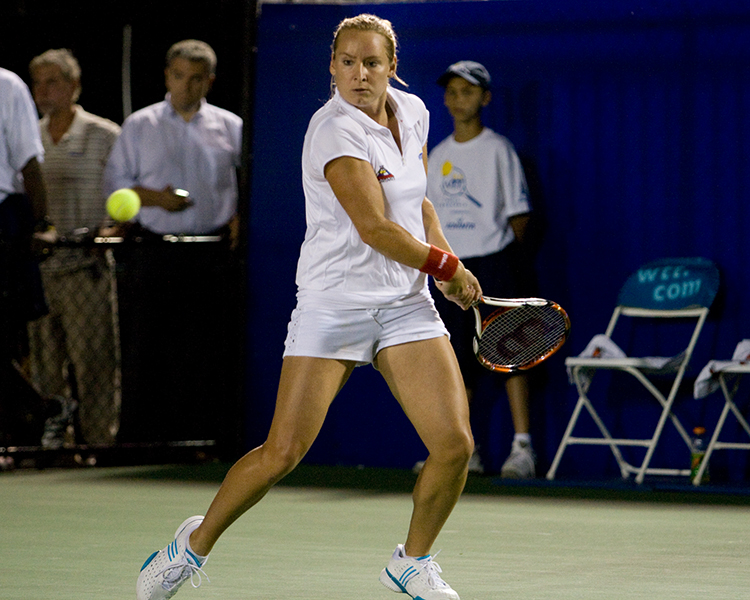
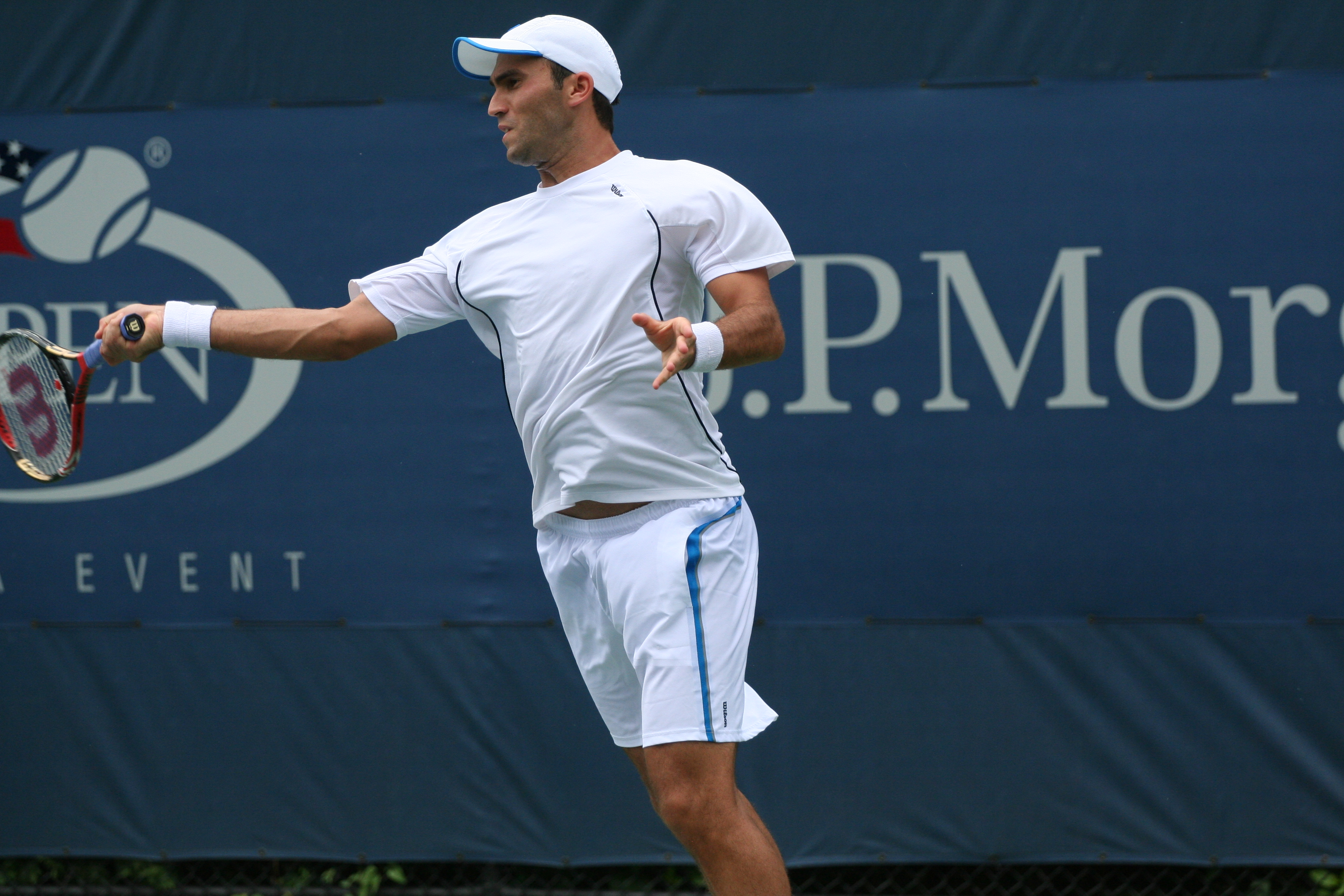

## پیوندها
- وبگاه رسمی اپن استرالیا
- وبگاه اختصاصی تنیس در استرالیا
- تصویر هوایی گوگل از محل مجموعه ورزشی ملبورن پارک